# Erzhou Dao
Erzhou Dao (kinesiska: 二洲岛) är en ö i Kina. Den ligger i provinsen Guangdong, i den södra delen av landet, omkring 160 kilometer sydost om provinshuvudstaden Guangzhou. Arean är 8,7 kvadratkilometer. Den sträcker sig 2,6 kilometer i nord-sydlig riktning, och 4,9 kilometer i öst-västlig riktning.
Genomsnittlig årsnederbörd är 3 203 millimeter. Den regnigaste månaden är maj, med i genomsnitt 664 mm nederbörd, och den torraste är oktober, med 61 mm nederbörd.